# Chamanismo coreano
El chamanismo coreano, también conocido como muísmo (en hangul: 무교; en hanja: 巫敎 mugyo), es la religión tradicional de Corea y de los coreanos. Tiene aproximadamente de cinco a quince millones de seguidores.
Los estudiosos de la religión la clasifican como una religión popular y a veces la consideran como una faceta de una religión vernácula coreana más amplia, distinta del budismo, el taoísmo y el confucianismo. No existe una autoridad central que controle el chamanismo coreano, y es evidente una gran diversidad de creencias y prácticas entre los practicantes.
El chamanismo coreano es una religión politeísta que gira en torno a deidades y espíritus ancestrales. En el centro de la tradición se encuentran los especialistas en rituales, la mayoría de ellos mujeres, llamadas mudang (무당; 巫堂) o mu (무; 巫), este último es sinónimo del chino wu, que define tanto a sacerdotes como a sacerdotisas. En castellano, se emplea chamán. Los chamanes sirven como mediadores entre los clientes que pagan y el mundo sobrenatural, empleando la adivinación para determinar la causa de la desgracia de sus clientes. También realizan rituales gut, durante los cuales ofrecen comida y bebida a los dioses y espíritus o los entretienen contándoles cuentos, canciones y bailes. El ritual gut puede tener lugar en una casa particular o en un santuario guttang, a menudo ubicado en una montaña. Los chamanes se dividen en subtipos regionales, siendo el más grande el mansin o kangsin-mu, históricamente dominante en las regiones del norte de Corea, cuyos rituales implican ser poseídos personalmente por deidades o espíritus ancestrales. Otro tipo es el sesŭp-mu de las regiones oriental y meridional, cuyos rituales implican mediumnidad espiritual pero no posesión.
Algunos elementos de la tradición chamánica coreana pueden provenir de la prehistoria. Durante el período Joseon, las élites confucianas suprimieron a las mudang con impuestos y restricciones legales, pues consideraban que sus ritos eran inapropiados. Desde finales del siglo XIX, los modernizadores, muchos de los cuales eran cristianos, caracterizaron el chamanismo coreano como misin (‘superstición’) y apoyaron su supresión. Durante la ocupación japonesa de principios del siglo XX, los folcloristas de orientación nacionalista comenzaron a promover la idea de que el chamanismo coreano representaba la antigua religión de Corea y una manifestación de su cultura nacional, una idea que luego fue fuertemente promovida por los propios chamanes.
A mediados del siglo XX, la persecución de los chamanes continuó bajo el gobierno marxista de Corea del Norte y a través del Movimiento Saemaeul en Corea del Sur. Una evaluación más positiva de los chamanes se produjo en Corea del Sur a partir de finales de la década de 1970, especialmente cuando sus practicantes se asociaron con el movimiento prodemocracia minjung y llegaron a ser considerados una fuente de identidad cultural coreana.
El chamanismo coreano se practica principalmente en Corea del Sur, donde hay alrededor de 200 000 chamanes, aunque también se encuentran practicantes en el extranjero. Si bien las actitudes coreanas hacia la religión han sido históricamente bastante inclusivas, permitiendo el sincretismo entre el chamanismo coreano y el budismo, los chamanes han sido marginados durante mucho tiempo. La desaprobación de los chamanes, a los que se suele considerar charlatanes, sigue estando muy extendida en Corea del Sur, especialmente entre los cristianos. El chamanismo coreano también ha influido en algunas nuevas religiones coreanas, como el cheondoismo y el jeungsanismo.

## Historia

### Origen del chamanismo coreano

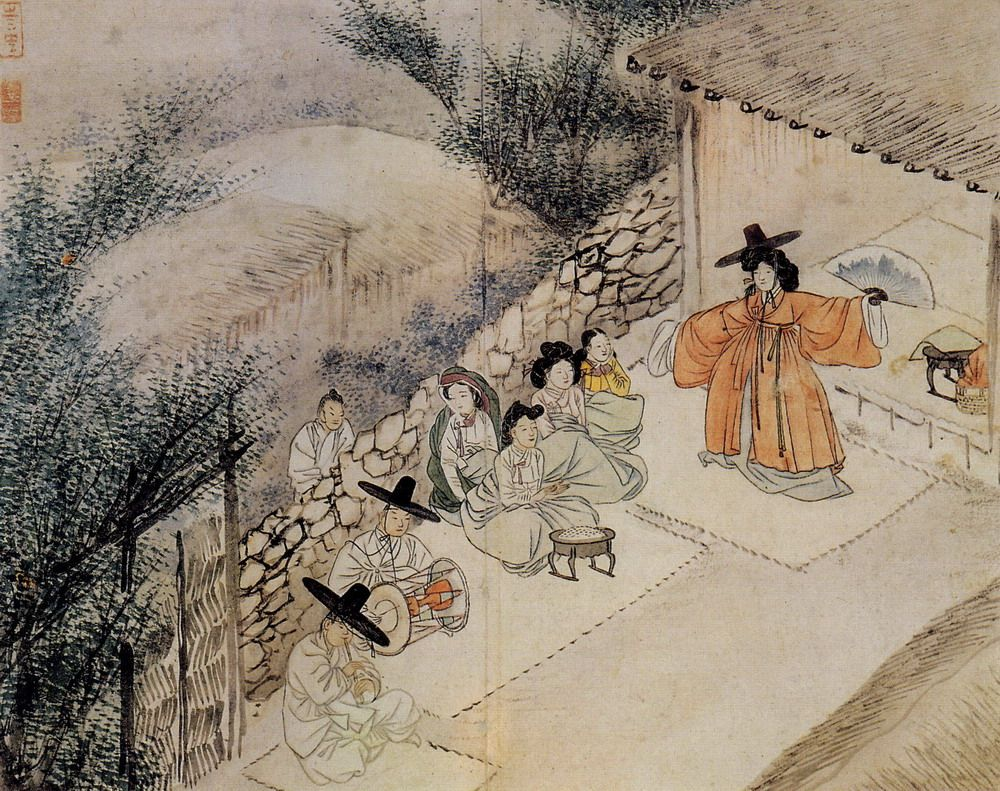
La representación de un chamán en un ritual de gut en el retrato titulado, pintado por Shin Yun-bok durante la dinastía Joseon tardía (1805).

El chamanismo coreano, que también recibe el nombre de muísmo (en hangul: 무교; literalmente: ‘la religión de los chamanes’) se trata de una palabra con la misma raíz que la palabra chamán en chino (巫 wu). Pese a todo, el chamanismo es una práctica que se extendió desde Asia Central por Siberia hasta Mongolia, llegando hasta Corea y el resto de países asiáticos, entremezclándose con su cultura y sus religiones. En China, el chamanismo fue absorbido por el taoísmo hacia el siglo III d. C. mientras que en Japón quedó asimilado por el sintoísmo y budismo. Sin embargo, en Corea, el chamanismo no perdió su identidad a pesar de la entrada del taoísmo y el budismo en la península.
El chamanismo es una práctica religiosa estrechamente relacionada con la práctica espiritual del chamán. El carácter chino de chamán, wu, nos ayuda a comprender la incorporación del chamanismo en estas culturas. Está formado por dos trazos horizontales, que representan el ‘‘cielo’’ y la ‘‘tierra’’, unidos por un trazo vertical, alrededor del cual podemos ver dos figuras humanas (人) que simbolizan dos chamanes realizando un baile ritual. Por lo tanto, en el muísmo, el chamán es el encargado de poner en comunicación dos mundos, el cielo y la tierra, mediante unos ritos que incluyen muchos elementos relacionados con la música y el baile. Por lo tanto, el chamán hace de intermediario entre los espíritus, los dioses y los seres humanos.

### Características del chamanismo coreano
Como hemos dicho, un rasgo característico del chamanismo coreano es que está ligado totalmente a la figura del chamán y su papel de puente entre ambos mundos. Otra característica principal del chamanismo es que intenta solucionar problemas humanos. El fin último del chamanismo consiste en satisfacer las necesidades prácticas de los humanos: recuperar la salud, tener descendencia o conseguir riqueza. Otra característica es la unión de los opuestos. En estado de trance, el chamán une este mundo con el otro. Pero está unión no se puede realizar sin conflictos ni dolor. En todos los rituales chamánicos vamos a encontrar elementos de dolor, muerte y resurrección.
Los espíritus que forman el panteón chamanístico coreano son innumerables y están estrechamente relacionados con la cosmología coreana. Es tal el número de espíritus y dioses que en muchas ocasiones los chamanes reciben el nombre Manshin (en hangul, 만신) ('diez mil dioses') en referencia a que pueden comunicarse con todos ellos. A grandes rasgos, nos encontramos con dioses naturales, dioses regionales, dioses humanos (antepasados y seres vivos heroicos), dioses de la muerte y dioses de enfermedades. La felicidad de los humanos está ligada en parte a su relación con estas divinidades, que actúan de forma independiente.

### Los chamanes en la cultura coreana
Mudang (en hangul, 무당) es el término que se utiliza en coreano para referirse a los chamanes. Pueden ser hombres o mujeres, pero en la actualidad la gran mayoría son mujeres, y sus vidas no son muy diferentes a las de cualquier persona ordinaria, se casan, tienen hijos y viven en casas normales. Esto se debe a que en la cultura coreana, las mujeres eran las encargadas de presentar a los dioses y espíritus las necesidades de la familia, pidiéndoles su protección y ayuda, mientras que los hombres eran responsables de los ritos religiosos confucianos relacionados con el culto a los antepasados. Por lo tanto, las mujeres han sido las responsables a lo largo de la historia del pueblo coreano de los ritos familiares, fuertemente ligados a las creencias chamanísticas, realizados dentro del hogar.
Existen dos procesos por los que una persona llega a convertirse en chamán, dando lugar a dos tipos de mudang:
- Kangsin Mudang (en hangul, 강신무당).- Se convierten en chamanes a través de la posesión directa de algún dios. La persona elegida para ser mudang enferma repentinamente, y aunque reciba tratamiento médico no consigue curarse. Solo consigue hacerlo a través de un rito de iniciación en el que acepta la llamada a ser una chamana. Geográficamente se encuentran en el centro y norte de la península coreana.
- Seseup Mudang (en hangul, 세습무당).- Se convierten en chamanes por vocación familiar, heredando las facultades de sus madres. Se diferencia con las anteriores en que solo se comunican y llaman a los espíritus, pero no son poseídas por ellos. Se distribuyen principalmente por el sur de la península coreana.

En esta parte de Asia, un chamán se diferencia de otros monjes o místicos en que puede acceder a estados de trance de forma voluntaria. Durante este trance (al que se suele acceder a través del baile y la música), el alma del chamán abandona su cuerpo, viaja a otra esfera y conecta con otros espíritus que le guían en su trabajo; trasmite a los dioses y espíritus los deseos de los humanos y revela a los humanos las intenciones de los espíritus. Normalmente, suele realizar sanaciones tanto a nivel físico, mental o espiritual, aunque todo depende del tipo de ritual al que se someta.

## Doctrina

### Prácticas
Las ceremonias son el eje central del chamanismo y es a partir de ellas que el chamán se comunica con el mundo de los espíritus. En función del grado de complejidad, podemos dividir en tres grupos estos rituales:
- Los ritos más simples son los pison (en hangul, 비손) (“frotar las manos”). Después de haber colocado una ofrenda de alimentos al espíritu en cuestión, el chamán se frota las manos al tiempo que recita una breve oración. La finalidad de este rito es, por ejemplo, la curación de pequeñas enfermedades, la buena suerte ante un viaje o mejorar las relaciones matrimoniales.
- Los ritos koseo (en hangul, 고서) y pudakkeori (en hangul, 푸닥거리) son algo más largos y complejos. Generalmente se realizan para ahuyentar a los espíritus menores o para alejar la mala suerte o pedir salud para los miembros de la familia.
- El kut (en hangul, 긋), la más importante de las ceremonias del chamanismo. El chamán, intercede delante de los espíritus malos para que no traigan desgracias a los humanos, envía a los muertos al “otro mundo”, pide la ayuda de los espíritus para los enfermos, y la felicidad y la prosperidad de los habitantes del pueblo o las familias particulares que han solicitado sus servicios. Todo ello acompañado por bailes e instrumentos tradicionales. Los rituales kut constan de 12 partes, que pueden durar desde varias horas hasta unos cuantos días.

## Otras expresiones del chamanismo coreano
Si hay algo que caracteriza a todas las culturas de Asia oriental es el sincretismo y su poca preocupación por etiquetarse en una religión u enseñanza u otra. El chamanismo coreano tiene similitudes con las antiguas prácticas chamánicas chinas (o wuismo) y la religión popular china, con el sintoísmo y con las prácticas religiosas de Mongolia, Siberia o de los manchúes. La mayoría de coreanos no se identifican con una única religión; cuando necesitan solucionar un problema familiar pueden acudir a un mudang, mientras que al día siguiente celebran una fiesta de tradición budista.
En Corea, las prácticas chamánicas han moldeado a la población incluso después de la división de la península en dos hace setenta años. Existe una corriente religiosa en Corea del Norte que se conoce como chondoísmo. Aunque se trata de una práctica en su origen confuciana, ha incorporado muchos elementos del chamanismo coreano. Por otro lado, en Corea del Sur surgió en los años 70 una religión conocida como Jeung San Do, que incluye elementos confucionistas, taoístas, budistas y chamanísticos. Se calcula que en la actualidad existen unos 200.000 chamanes en Corea.